# Parallelia palpalis
Parallelia palpalis är en fjärilsart som beskrevs av Walker 1865. Parallelia palpalis ingår i släktet Parallelia och familjen nattflyn. Inga underarter finns listade i Catalogue of Life.